# M 88 (галактика)
Messier 88 (англ. M 88, NGC 4501, рус. Мессье 88, другие обозначения — UGC 7675, MCG 3-32-59, ZWG 99.76, VCC 1401, PGC 41517) — спиральная галактика в созвездии Волосы Вероники.
Галактика обладает активным ядром и относится к сейфертовским галактикам типа II
Этот объект входит в число перечисленных в оригинальной редакции «Нового общего каталога».
В галактике вспыхнула сверхновая SN 1999cl типа Ia, её пиковая видимая звездная величина составила 16,4.